# Psychotria cardiomorpha
Psychotria cardiomorpha är en måreväxtart som beskrevs av Charlotte M. Taylor och A.Pool. Psychotria cardiomorpha ingår i släktet Psychotria och familjen måreväxter. Inga underarter finns listade i Catalogue of Life.